# Das Vorbewusste
Das Vorbewusste ist ein von Sigmund Freud definierter Begriff zur Bezeichnung eines Systems des psychischen Apparats, das zusammen mit den zwei anderen Systemen (das Unbewusste und das Bewusste) sein erstes topisches Modell der menschlichen Psyche darstellte. Mit dem Begriff bezeichnete Freud einen Bereich der menschlichen Psyche, der im strengen Sinne mit dem System Unbewusst nicht gleichzustellen sei.
Unbewusste Inhalte können zum Vorbewussten nur dann gelangen, wenn sie die an der Grenze platzierte strenge Zensur passieren können. Das geschieht aber nur durch Umwandlungen und Verkleidungen des unbewussten psychischen Materials. An der Grenze zwischen dem Bewussten und dem Vorbewussten gebe es auch eine Zensur, die aber durchlässig sei.

## Entwicklung des Begriffs im Werk Sigmund Freuds
Freud definierte die genannten drei Systeme im Rahmen seiner ersten Topik. Hier wird das Vorbewusste als Bereich beschrieben, dessen Inhalte zwar nicht mit denen des aktuellen Bewusstseinsfeldes identisch seien, die aber dem Bewusstsein (und zwar nach gewissen Regeln) zugänglich werden können. In späteren Schriften Freuds, vor allem nach der zweiten freudschen Topik (wobei die drei psychischen Instanzen (Es, Ich und Über-Ich) definiert wurden) wird der Begriff meistens im adjektivischen Sinne verwendet. Damit ist gemeint, dass vorbewusst auf alle jene psychischen Prozesse, Vorgänge, Operationen und Inhalte angewendet wird, „die dem aktuellen Bewusstsein entgehen und im Wesentlichen an das Ich gebunden sind, zu dessen unbewussten Anteilen sie gehören, ohne gänzlich unbewusst zu sein“.
Die zentrale Bedeutung, die Freud dem Unterschied zwischen vorbewusst und unbewusst gab, hängt mit seiner Definition des Unbewussten zusammen, die nicht mehr, wie zu seiner Zeit gängig, als bloße Abwesenheit von Bewusstsein oder als „nicht bewusst“ definiert wurde, sondern als ein System des psychischen Funktionierens, das völlig anderen Gesetzen unterworfen ist.